# Vuelo 357 de Nigeria Airways
El vuelo Nigeria Airways 357 era una ruta de servicio doméstico que operaba la ruta entre el Aeropuerto de Yola y el Aeropuerto Internacional Murtala Muhammed en Lagos, con escalas en el Aeropuerto Yakubu Gowon en Jos y el Aeropuerto Internacional de Kaduna en Kaduna. El 13 de noviembre de 1995, el Boeing 737-2F9, durante su tramo entre Jos y Kaduna, sufrió un accidente al rebasar la pista en el Aeropuerto de Kaduna, lo que provocó un incendio que destruyó la aeronave. Los 14 miembros de la tripulación sobrevivieron, mientras que 11 de los 124 pasajeros perdieron la vida.

## Antecedentes
La aeronave involucrada era un Boeing 737-2F9 registrado bajo el código 5N-AUA en Nigeria. Estaba equipada con dos motores Pratt & Whitney JT8D-15. Fabricada en Renton, Estados Unidos, el 14 de octubre de 1982, realizó su primer vuelo el 11 de febrero de 1983. El avión tenía un historial operativo significativo, acumulando 22.375,40 horas de vuelo.

## Accidente
El accidente ocurrió durante la aproximación final a la pista 23 del Aeropuerto de Kaduna. A pesar de las condiciones de viento favorables para la pista 05, el capitán decidió aterrizar en la pista 23, lo que implicaba enfrentarse a un viento de cola. La aproximación fue inestable, y la aeronave tuvo dificultades para alinearse con la pista. Tocó tierra a 2.020 pies del final de la pista después de consumir el 79.5% de su longitud, dejando muy poca distancia para frenar.
Cuando se hizo evidente que el avión no podía detenerse dentro de la pista, el capitán intentó girar hacia una salida rápida. Esta maniobra provocó un derrape incontrolado que llevó al ala derecha a golpear el suelo, rompiendo los tanques de combustible y desencadenando un incendio masivo. Aunque la mayoría de los pasajeros logró evacuar, el fuego resultó fatal para 11 personas y dejó numerosos heridos.

## Investigación

### Causas principales
La investigación concluyó que la causa principal del accidente fue la continuación de una aproximación inestable en lugar de realizar una maniobra de frustrar el aterrizaje. Otros factores incluyeron:
1. Gestión de cabina: La coordinación entre la tripulación fue deficiente. La interferencia de un piloto observador no oficial y la falta de liderazgo del capitán afectaron la operación del vuelo.
2. Infraestructura del aeropuerto: Las ayudas de navegación, como el localizador y la senda de planeo del sistema ILS, no estaban operativas, lo que complicó la aproximación.
3. Rescate y respuesta al incendio: Los servicios de emergencia carecían de equipo adecuado y emplearon técnicas ineficientes para combatir el fuego, lo que contribuyó a las víctimas fatales.[1]